# Mikołaj Baworowski (rotmistrz)
Mikołaj Baworowski herbu Prus II – rotmistrz królewski w latach 1570–1593, właściciel Baworowa, Ostrowa, Horodnicy i Słukowic czyli Sułkowic.